# Ia
Ia (лат.) — род рукокрылых из семейства Гладконосые летучие мыши (Vespertilionidae). Название таксона, состоящее всего из двух букв, связывает Ia с похожим на летучую мышь динозавром Yi, другим кратчайшим возможным названием любого рода животных из всех, поименованных в соответствии с Международным кодексом зоологической номенклатуры.

## Описание
Крупные вечерние летучие мыши, например, вид Ia io достигает в длину от 90 до 105 миллиметров. Она окрашена в коричневый цвет сверху и сероватый снизу, а его средний размах крыльев составляет 51 см, вес обычно составляет 58 г.

## Классификация
Таксон был впервые описан в 1902 году британским зоологом Майклом Роджерсом Олдфилдом Томасом (1858—1929). Род Ia был включен в трибу Vespertilionini. В прошлом он также считался синонимом или подродом родов Нетопыри (Pipistrellus) или Кожаны (Eptesicus), которые содержали гораздо больше видов, чем сейчас. Ia включает один современный вид, большую вечернюю летучую мышь (Ia io) из восточной и юго-восточной Азии, и один вымерший ископаемый вид, †I. lanna, из эпохи миоцена в Таиланде. Другой живой вид, I. longimana, был признан в прошлом, но больше не считается действительным видом, отличным от большой вечерней летучей мыши.